# 叉尾鲇
叉尾鲇（学名：Wallago attu）为鲇科叉尾鲇属的鱼类，為熱帶淡水魚，分布于亞洲泰国、缅甸以及云南澜沧江下游等，本魚頭部寬、吻扁平、細長的身體，嘴非常深裂，觸鬚2對、眼小，背鰭軟條5枚，臀鰭軟條77-97枚，體長可達240公分，棲息在泥底質、植被生長密集的溪流、鬍博等底層水域，屬肉食性的掠食魚類，以昆蟲、甲殼類、魚類等為食，會進行季節性洄游，可做為食用魚及遊釣魚。